# 1504.
◄ | 15. stoljeće | 16. stoljeće | 17. stoljeće | ►
◄ | 1470-ih | 1480-ih | 1490-ih | 1500-ih | 1510-ih | 1520-ih | 1530-ih | ►
◄◄ | ◄ | 1501. | 1502. | 1503. | 1504. | 1505. | 1506. | 1507. | ► | ►►
Arhitektura • Astronomija • Glazba • Kazalište • Kiparstvo • Knjige • Književnost • Kršćanstvo • Medicina • Politika • Pravo • Promet • Slikarstvo • Znanost
1504. bila je prijestupna godina prema gregorijanskom kalendaru, a započela je u ponedjeljak.

## Događaji
- 6. siječnja – dolazak francuskog pomorca Binota Paulmiera de Gonnevillea u Brazil.
- 31. siječnja – Po Lyonskom sporazumu, Francuska ustupa Napulj Ferdinandu od Aragona.
- Babur opsjeda i osvaja Kabul.
- Ferdinand II. od Aragona postaje napuljski kralj kao Ferdinand III.
- Nubijanci uništavaju kršćansko merojsko kraljevstvo na sjeveru Sudana.
- Portugal osvaja Calicut u Indiji.
- Bogdan III. postaje vojvoda Moldavije.
- Filip Lijepi postaje kralj Kastilije brakom s Ivanom Ludom.

## Rođenja
- 17. siječnja – papa Pio V. (umro 1572.)
- 30. travnja – Francesco Primaticcio, talijanski slikar, arhitekt, i kipar (umro 1570.)
- 29. svibnja – Antun Vrančić, crkveni prelat, diplomat i pisac (umro 1573.)
- 18. srpnja – Heinrich Bullinger, švicarski protestantski reformator (umro 1575.)
- studeni – Giovanni Battista Giraldi, talijanski književnik i pjesnik (umro 1573.)
- vjerojatno – Jacques Arcadelt, francusko-flamanski skladatelj (umro 1568.)

## Smrti
- travanj – Filippino Lippi, talijanski slikar (rođen 1457.)
- 2. srpnja – Stjepan III. Veliki, princ Moldavije (rođen 1434.)
- 9. studenog – kralj Frederik I. Napuljski (rođen 1452.)
- 26. studenog – Izabela I. Kastiljska, kastiljska kraljica (* 1451.)

## Vanjske poveznice
|  | Zajednički poslužitelj ima još gradiva o temi 1504. |